# Sexsomnia
Sexsomnia ist die Bezeichnung für eine Schlafstörung, die wie das Schlafwandeln (Somnambulismus) zum Bereich der Parasomnien und zur Gruppe der nichtorganischen Schlafstörungen gehört. Diese Störung ist ein Zustand, in dem der Betroffene scheinbar wach ist, sexuelle Handlungen wie Masturbation oder bei Anwesenheit einer weiteren Person auch Geschlechtsverkehr vollführt, aus dem Non-REM-Schlaf jedoch nicht zu Bewusstsein kommt und sich nach dem Aufwachen oft an seine Handlungen nicht mehr erinnern kann.

## Vorkommen und Häufigkeit
Männer sind von Sexsomnia etwa dreimal so häufig betroffen wie Frauen. Die Störung wurde im Rahmen einer Studie bei 7,6 % der Patienten, die wegen vermuteter Schlafstörungen untersucht  wurden, festgestellt (bei 11 % der Männer und 4 % der Frauen). Der Anteil an Betroffenen in der Gesamtbevölkerung wird von den Studienautoren als weitaus geringer vermutet.

## Abgrenzung
Die Unterscheidung von Sexsomnia und absichtlicher Vergewaltigung ist schwierig, da von Sexsomnia Betroffene durchaus gegenüber anderen anwesenden Personen auch gewaltsam handeln können. Eine eindeutige Aufklärung über ihren dabei vorhandenen tatsächlichen Bewusstseinsgrad ist im Nachhinein schwierig. Aus demselben Grund sind Forschungen über Sexsomnia auch schwierig, weil die Patienten oft Angst haben, über ihre Krankheit zu reden, da man ihnen nicht glauben könnte, dass sie die Übergriffe nicht steuern können.

## Symptome
Die Schlafstörung Sexsomnia ist bei Abwesenheit einer weiteren Person in der Regel harmlos, sie kann aber auch in manchen Fällen zu eigenen Verletzungen führen. Bei nächtlicher Anwesenheit von anderen Personen können diese jedoch von beiden Seiten ungewollt mehr oder minder gravierend in Mitleidenschaft gezogen werden, denn das Bewusstsein des von Sexsomnia Betroffenen ist eingeschränkt und eine Orientierung äußerst mangelhaft.
In einer Analyse der bisherigen Veröffentlichungen nannte der Schlafforscher Carlos Schenck im Fachmagazin Sleep typische Verhaltensmuster. So können Betroffene erotische Sprache verwenden, masturbieren oder den Partner zum erzwungenen Geschlechtsverkehr bringen. In der Phase zwischen Schlaf und Aufwachen zeigen andere in diesem Zustand sexuelles Verhalten sowie Symptome von Schlafanfällen oder langer Schlaflosigkeit. Bei Menschen mit Narkolepsie (Schlafdrang), mit Restless-Legs-Syndrom oder schmerzhaften nächtlichen Erektionen tritt diese Störung häufiger auf. Beobachtungen zeigen, dass ein Drittel der Betroffenen weiblich ist, was ungefähr den geschlechtsspezifischen Quoten für Schlafwandeln entspricht.

## Geschichte
1996 veröffentlichte Colin Shapiro, langjähriger leitender Doktor und Forscher an der Schlafklinik des Toronto Western Hospital in Kanada, die ersten derartigen Fälle. 1999 startete Michael Mangan, ein Psychologe an der Universität of New Hampshire in Durham, die Webseite www.sleepsex.org. Diese Seite benutzte er, um anonym mit Patienten in Kontakt zu kommen, und stieß damit auf unerwartet großes Echo. 2003 publizierte Colin Shapiro auf einer Internetseite einen Überblick seiner Forschungsergebnisse. 2007 haben Schlafforscher der Universitäten in Stanford, Minnesota und Minneapolis (USA) versucht, eine Klassifikation dieser auch als „Sexsomnien“ bezeichneten Parasomnien zu erstellen. Sie gehören demnach zu den „Parasomnien mit sexuellen Auffälligkeiten“. Weitere Kategorien sind „sexuelle epileptische Anfälle im Schlaf“ sowie schmerzhafte Erektionen, die beim Aufwachen verschwinden. Eine weitere Erkrankung ist das Kleine-Levin-Syndrom, in der eine übermäßige sexuelle Aktivität in den Wachphasen nach übermäßigem Schlaf verschoben ist.

## Zitate
Der Schlafforscher Jürgen Zulley der Universität Regensburg sagte: „Obwohl oder gerade weil diese Phänomene so selten sind, finde ich solche Klassifikationsversuche sinnvoll. Das kann dazu beitragen, ein solches Tabuthema bekannter zu machen.“

## Rechtliches
Im Januar 2025 wurde in Australien ein 40-jähriger Mann von der Anklage der Vergewaltigung freigesprochen. Er und eine Frau hatten gemeinsam unbekleidet in einem Bett übernachtet, und die Frau wurde durch sexuelle Handlungen des Mannes geweckt, die dieser im Schlaf an ihr vornahm. Das Gericht erklärte, niemand könnte für etwas bestraft werden, über das er keine Kontrolle hat.
Das Oberlandesgericht Schleswig hat im August 2023 eine Sexsomnia beim sexuellen Missbrauch seines Sohnes durch einen Staatsanwalt im Rahmen eines Klageerzwingungsverfahrens nicht gelten lassen, bzw. als Ausrede bewertet, und Anklageerhebung angeordnet. Im Februar 2024 wurde der Täter vom Landgericht Lübeck zu einer Freiheitsstrafe von einem Jahr und sechs Monaten verurteilt, dessen Vollstreckung zur Bewährung ausgesetzt wurde und bestimmt wurde, dass vier Monate der verhängten Freiheitsstrafe wegen rechtsstaatswidriger Verfahrensverzögerung als vollstreckt gelten, weil ihm das Gericht seinen Sexsomnia-Einwand nicht glaubte. Dieses Urteil wurde im Januar 2025 vom Bundesgerichtshof aufgehoben und an das LG Lübeck zurück verwiesen, weil es bei einer Zeugenaussage zur Schuldfähigkeit zu einem Rechtsfehler gekommen war.

## Trivia
In der Serie Desperate Housewives wird in Folge 2 der Staffel 7 die Sexsomnia thematisiert. Gabrielle Solis will ihrem Ehemann Carlos Solis weismachen, dass sie Sexsomnia hat, um eine eventuelle neun Jahre zurückliegende Affäre mit einem Franzosen zu rechtfertigen.
Auch in der Serie Dr. House, Staffel 1 Folge 17, wird das Thema Sexsomnia behandelt. In der Nebenhandlung wird eine Patientin mit ihren Symptomen konfrontiert und anschließend diagnostiziert. House spricht dabei von einer anerkannten Funktionsstörung.
Ebenfalls wird in der Serie Anwälte im Einsatz, Staffel 1 Episode 62, ein Rechtsfall zu diesem Thema aufgearbeitet. Eine Frau ist schwanger, jedoch stellt sich heraus, dass ihr Mann sich vor einigen Jahren sterilisieren ließ. Jedoch ist sich die Protagonistin keinerlei Untreue bewusst und wendet sich an den Anwalt Bernd Römer, der sich dieses Falls annimmt.